# 恩宠观景台

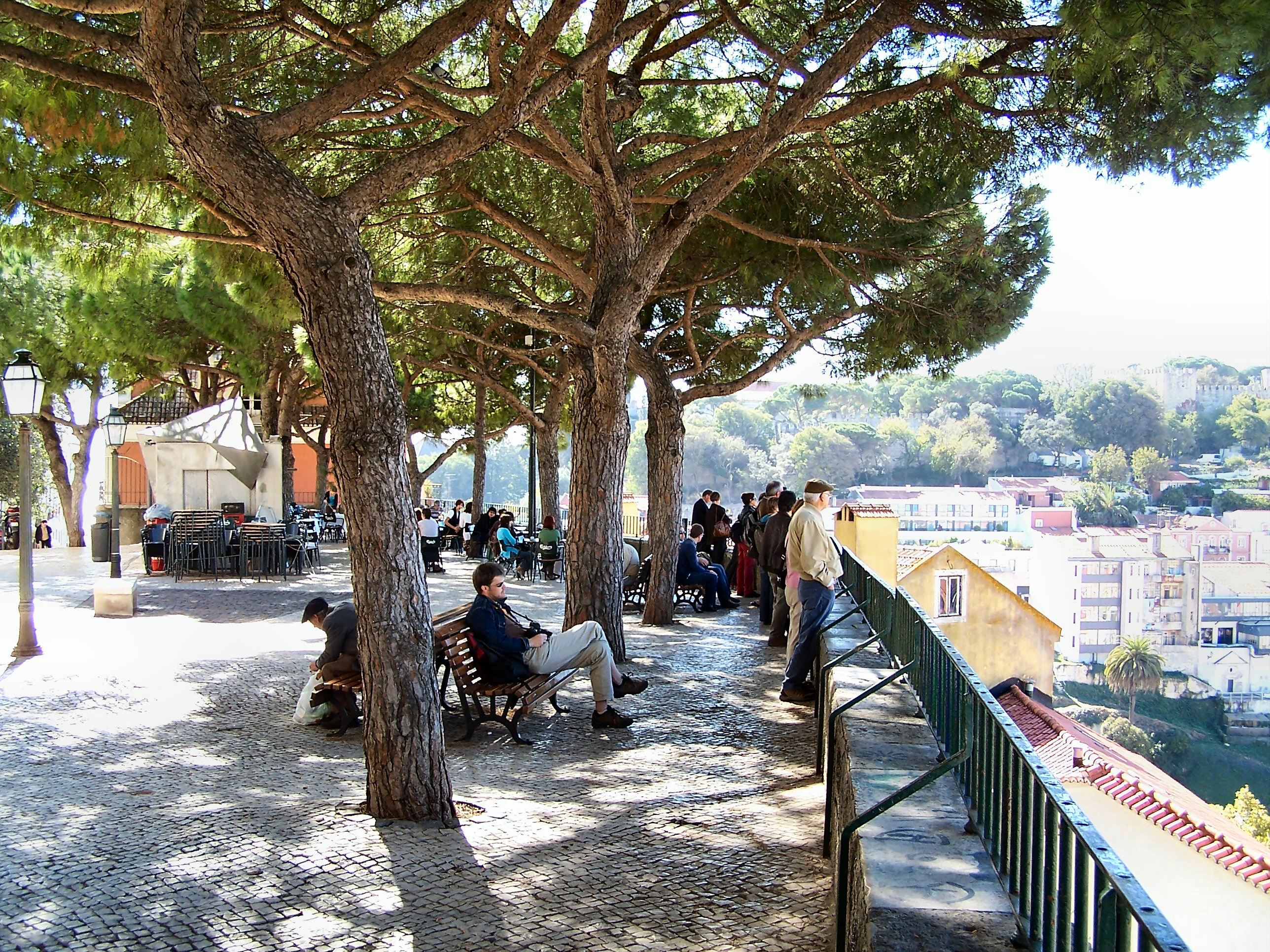
恩宠观景台

恩宠观景台（Miradouro da Graça）位于里斯本的恩宠堂区。
恩宠堂区是在19世纪末开发，在恩宠广场上，恩宠圣母教堂附近，有一个观景台，可观赏里斯本美丽的城市景观。不远处还有山上圣母观景台（Miradouro da Senhora do Monte），景色同样壮观。
在此处观看里斯本屋顶和建筑物的全景虽不及在圣若热城堡观看那么壮观，但极受欢迎。凉亭后面是一个奥斯定会修道院，成立于1271年，1755年里斯本大地震后重建。

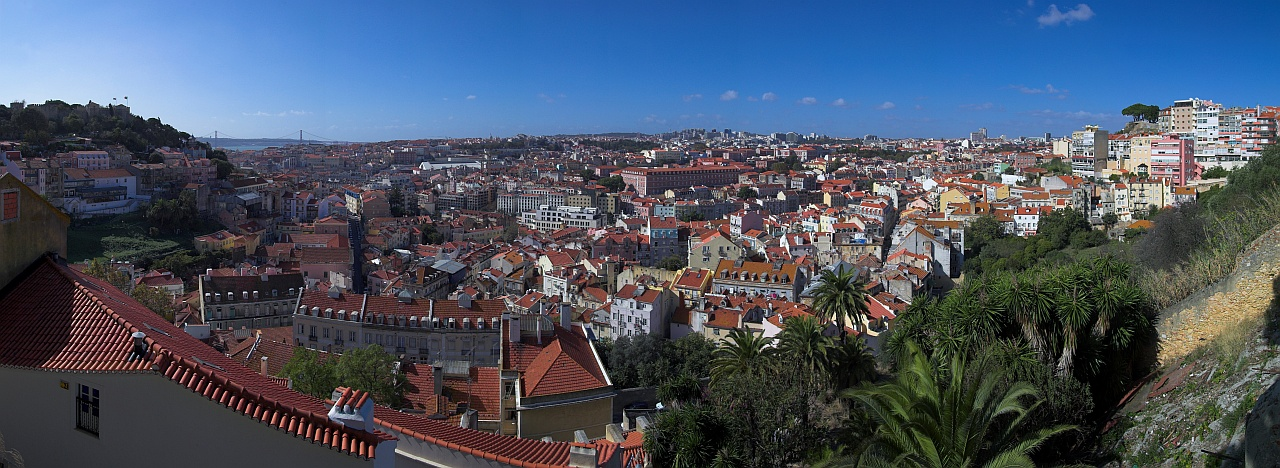
全景